# Campyloneurus maynei
Campyloneurus maynei är en stekelart som först beskrevs av Cameron 1912.  Campyloneurus maynei ingår i släktet Campyloneurus och familjen bracksteklar. Inga underarter finns listade.